# 單醣
單醣（Monosaccharides，源自希臘語 monos: single, sacchar: sugar；亦稱 simple sugars），是最簡形式的醣，為醣類的最基本單元（單體）。它们通常无色、具水溶性，且为晶形固体。尽管名称为醣，只有某些单醣具甜味。
單醣以糖分子內含有碳原子的數量來歸類，通常有三至七個碳原子，例子有：
- 三碳醣：甘油醛、二羟基丙酮
- 四碳醣：赤藓糖
- 五碳醣：核糖、脱氧核糖、阿拉伯糖、木糖、来苏糖
- 六碳醣：艾杜糖、葡萄糖、果糖、半乳糖、甘露糖、鼠李糖
- 七碳醣：景天庚酮糖、甘露庚酮糖

## 結構
大部分的單醣為D-form，僅有少部分的單醣是L-form的（例如鼠李糖、阿拉伯糖、岩藻糖等），但也有無D、L之分的（例如二羥基丙酮）。
除了少數例外（如去氧糖或氨基糖），單醣的化學式是：(CH2O)n。
單醣含有酮或醛官能基。按照其所含的官能基不同，分为酮糖类和醛糖类。自然界中最重要分布最广的是含有五个和六个碳原子的糖，是人类和动物可以直接吸收消化的糖类。木糖和阿拉伯糖都是五元糖，葡萄糖和果糖都是六元糖。作为食物的淀粉（多醣）和蔗糖（贰醣）都需要人或动物体内的酶将其分解成单糖才能吸收。
除二羟基丙酮之外的單醣都具有手性中心，分子有旋光性。

## 单糖的化学反应
單醣含有羟基和羰基，因此它具有醇、醛或酮的化学性质：
- 單醣能在HCl作用下与醇作用生成缩醛或缩酮。
- 單醣可以成醚。
- 單醣中的羟基可以被酯化。
- 單醣可以与醛或酮生成环缩醛、环缩酮，此方法被广泛用来保护羟基，如在维生素C的合成中。
- 單醣可以发生差向异构化（转换成差向异构体）。例：果糖的还原性来自于在水溶液中发生差向异构化产生的葡萄糖。
- 單醣可以成脎。

同时，單醣还可以被氧化和还原：
- 碱性条件下单糖可被吐伦试剂或菲林试剂氧化，生成对应的糖酸，以及分别生成银镜和氧化亚铜。该反应可以用来区别还原糖和非还原糖。
- 溴水可以氧化单糖的醛基生成糖酸。在酸性条件下单糖不发生差向异构，因此溴水只氧化醛糖不氧化酮糖。
- 糖的羰基可被催化氢化或金属氢化物还原，其产物叫糖醇。

## 外部連接
- Nomenclature of Carbohydrates